# Ryan Allsop
Ryan Allsop (Birmingham, Inglaterra, Reino Unido, 17 de junio de 1992) es un futbolista inglés. Juega de portero y su equipo es el Birmingham City F. C. de la EFL Championship.

## Trayectoria
Formado en las inferiores del West Bromwich Albion, fue promovido al primer equipo en la temporada 2010-11. Fue cedido al Stockport County en 2010, sin embargo no debutó.
Dejó el West Bromwich en 2011 y fichó en Millwall. Fue liberado del club en abril de 2012 sin debutar. Ese año, se unió al Höttur de Islandia, donde jugó sus primeros encuentros como sénior. Regresó a Inglaterra en julio de 2012, firmando contrato en el Leyton Orient de la League One.
En enero de 2013, fichó en el AFC Bournemouth. En sus cinco años en el club, fue enviado a préstamo a diversos clubes del ascenso inglés. En Bournemouth, Allsop además jugó dos encuentros de Premier League. Fue liberado del club al término de la temporada 2017-18, y en junio de 2018 fichó en el Wycombe Wanderers.
Allsop jugó tres temporadas en el Wycombe Wanderers, donde fue parte del equipo que ganó el ascenso a la EFL Championship en la EFL League One 2019-20.
El 6 de agosto de 2021, el portero inglés fichó con el Derby County.
Tras un año, en junio de 2022, firmó contrato en el Cardiff City.

## Selección nacional
Allsop jugó cinco encuentros con la selección de Inglaterra sub-17.

## Clubes
| Club                               | País       | Año           |
| ---------------------------------- | ---------- | ------------- |
| West Bromwich Albion F. C.         | Inglaterra | 2010-2011     |
| Stockport County F. C. (préstamo)  | Inglaterra | 2010          |
| Millwall F. C.                     | Inglaterra | 2011-2012     |
| Höttur                             | Islandia   | 2012          |
| Leyton Orient F. C.                | Inglaterra | 2012-2013     |
| AFC Bournemouth                    | Inglaterra | 2013-2018     |
| Coventry City F. C. (préstamo)     | Inglaterra | 2014          |
| Wycombe Wanderers F. C. (préstamo) | Inglaterra | 2016          |
| Portsmouth F. C. (préstamo)        | Inglaterra | 2016          |
| Blackpool F. C. (préstamo)         | Inglaterra | 2017-2018     |
| Lincoln City F. C. (préstamo)      | Inglaterra | 2018          |
| Wycombe Wanderers F. C.            | Inglaterra | 2018-2021     |
| Derby County F. C.                 | Inglaterra | 2021-2022     |
| Cardiff City F. C.                 | Gales      | 2022-2023     |
| Hull City A. F. C.                 | Inglaterra | 2023-2024     |
| Birmingham City F. C.              | Inglaterra | 2024-presente |

## Palmarés

### Títulos nacionales
| Título     | Club         | País       | Año     |
| ---------- | ------------ | ---------- | ------- |
| EFL Trophy | Lincoln City | Inglaterra | 2017-18 |